# خوزه لوئیس آلکائینه
خوزه لوئیس آلکائینه (اسپانیایی: José Luis Alcaine‎) فیلم‌بردار اهل اسپانیا است.
از فیلم‌هایی که وی در آن‌ها نقش داشته است، می‌توان به آی کارملا!، وسواس بیمارگونه، سفر به هیچ‌کجا، لوته: جانت را نجات بده، ۱۳ گل رز، روزگار خوش، خیلی هیجان‌زده‌ام، پوستی که در آن زندگی می‌کنم، تایرنت لو بلانک، بازگشت، تربیت بد، آزادی‌خواهان، خامون خامون، عشاق، منو ببند!، زنان در آستانه فروپاشی عصبی، لطفاً مراقب آملیا باش، ملکه اسپانیا و همین‌گونه بمان اشاره نمود.